# Irerê

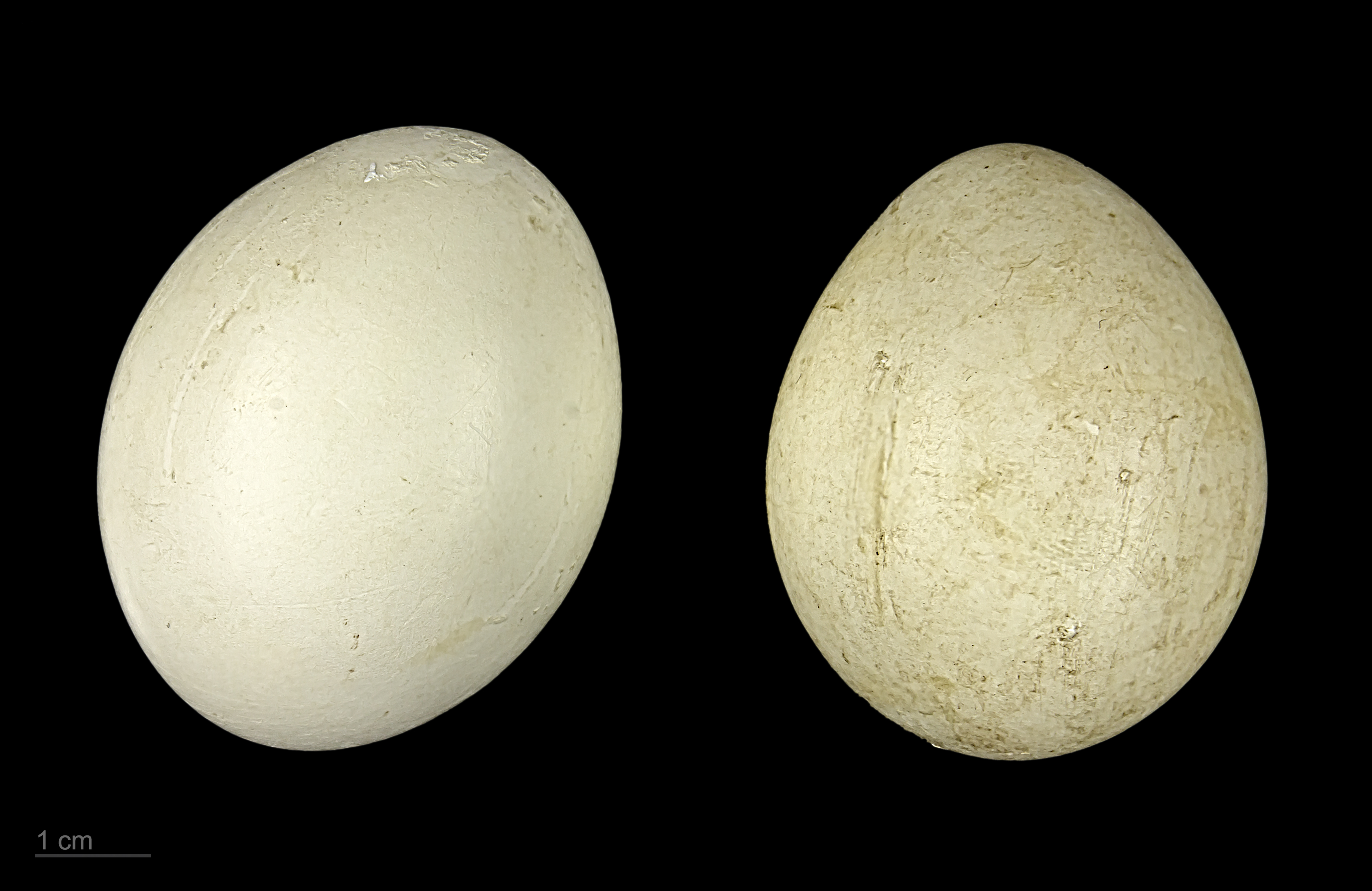
Dendrocygna viduata - MHNT

A Dendrocygna viduata, popularmente irerê ou bichichi, na Bolívia, é uma espécie de marreca encontrada na África tropical, nas Antilhas e na América do Sul. Tais aves medem cerca de 44 centímetros de comprimento e têm plumagem em máscara, calça e luva brancas, nuca e asas negras, flancos listrados, bicos e pés plúmbeos.
A ave, que comumente é chamada irerê, pertencente à ordem Anseriforme e família Anatidae, é também é conhecido como paturi, marrecão (Rio Grande do Sul) e siriri ou marreca-viúva (Paraíba). Na fauna nacional, podemos citar o D. viduata como um dos patos mais conhecidos, tanto por sua beleza ou pela sua característica de se aproximar muito das áreas urbanizadas, além do seu canto típico e incomparável. É encontrada nos parques públicos de Curitiba.

## Nomes populares
Popularmente é conhecida Brasil afora com diversos nomes, como irerê, assobiadeira, chega-e-vira, marreca-apaí, apaí, marreca-do-pará, marreca-piadeira, piadeira, marreca-viúva, apaleí, arerei, assoviadeira, chega-vira-e-sobe, cuchacha, marreca-do-paraná, marreca-piadeirinha, marreca-viúva-de-são-pedro, pato-coral, paturia, paturi, piadeira-branca e viuvinha-do-leste.

## Etimologia
Segundo uma hipótese, o nome "irerê" seria onomatopeico, ou seja, reproduz o som de seu piado. Já Eduardo Navarro, em seu Dicionário de Tupi Antigo, afirma que irerê vem do tupi antigo airiré, o que explicaria também o nome alternativo da espécie, arerê, ou arerei.
O termo "apaí" originou-se do tupi apa'i. Já "viuvinha" é uma referência a sua cor predominantemente negra, a qual motivou também seu nome científico, viduata, que significa "viúva", em latim.
O nome "irerê" foi selecionado como nome vernáculo técnico para a espécie pelo Comitê Brasileiro de Registros Ornitológicos (CBRO) em 2021.

## Características
Suas características físicas os deixam claramente reconhecíveis. A face apresenta uma máscara branca que contrasta com o pescoço negro e bico cor de chumbo. Sua penugem peitoral é em castanho, enquanto que o restante do corpo é estriado em branco e preto por listras finas. Em voo nota-se suas asas escuras na região ventral.
Com relação à alimentação, assim como os outros patos e marrecos, este também se alimenta basicamente de plantas aquáticas e gramíneas das margens de lagos, enriquecendo sua alimentação ocasionalmente com invertebrados aquáticos, pequenos peixes e girinos. Os hábitos do D. viduata o permitem viver em qualquer corpo d’água ao longo de toda sua distribuição geográfica, que vai da Argentina até a América Central. Curiosamente esta espécie pode ser avistada também na África Ocidental.
Em época reprodutiva, constrói o seu ninho no solo, pondo entre 8 a 14 ovos, e o macho pode em alguns momentos ajudar a chocá-los. Quando eclodidos, ambos cuidam dos filhotes.
Por ser uma ave que se aproxima sem medo das zonas urbanizadas, podem também ser encontradas em lagos poluídos. Sua atividade aumenta no período crepuscular e à noite, quando não é raro escutar o seu piado, principalmente quando estão sobrevoando em grandes bandos, durante a migração (podem formar um bando de várias dezenas de indivíduos, principalmente na migração sazonal).